# Eduardo Lacerda Tavares
Eduardo Lacerda Tavares (São Roque do Pico, São Roque do Pico, 13 de Outubro de 1934 — Sintra, 25 de Outubro de 2010) foi um advogado e político, dirigente da Ordem dos Advogados Portugueses.

## Biografia
Eduardo Lacerda Tavares nasceu em 13 de Outubro de 1934 em São Roque do Pico, na ilha do Pico, Açores. Depois de ter frequentado o ensino primário na sua vila natal, concluiu em 1951 o antigo 5.º ano no Liceu Nacional da Horta, increvendo-se seguidamente no curso do Magistério Primário, na Escola do Magistério da Horta, tendo obtido o diploma de professor primário no ano lectivo de 1952/1953.
No ano de 1954 mudou-se para Sintra, na sequência da transferência de seu pai, funcionário judicial, que assumiu as funções de chefe da secretaria do Tribunal Judicial de Sintra.
Cumpriu o serviço militar obrigatório nos Serviços de Transmissões do Exército, ao mesmo tempo que completava os 6.º e 7.º anos do ensino liceal no Externato Académico de Sintra. Terminado o serviço militar obrigatório ingressou, em 1957, na Faculdade de Direito da Universidade de Lisboa, onde se licenciou em Direito em 15 de Outubro de 1962.
Estagiou nos serviços de notariado e conservatórias dos registos prediais e comerciais e completou o estágio de advocacia em Lisboa. Inscreveu-se como advogado a 9 de Outubro de 1964, tendo exercido em Lisboa, e logo de seguida em Sintra, onde esteve 47 anos seguidos no exercício da advocacia.
Durante os primeiros anos da sua carreira na advocacia assegurou, em simultâneo, a chefia da secretaria dos Serviços
Municipalizados de Água e Saneamento de Sintra.
No âmbito da Ordem dos Advogados Portugueses foi delegado às assembleias gerais no triénio de 1972 a 1974, delegado da Ordem na comarca de Sintra nos triénios de 1975 a 1977 e de 1978 a 1980, vogal do Conselho Distrital de Lisboa no triénio de 1978 a 1980, vogal do Conselho Geral entre 1984 e 1986 e vogal do Conselho Superior no período de 1987 a 1989.
Exerceu múltiplas funções na sociedade civil sintrense e na defesa de causas sociais, participando na direcção de diversas instituições, entre as quais se destaca a Santa Casa da Misericórdia de Sintra e a Liga dos Amigos da Terceira Idade «Os Avós». Nesse âmbito, entre 1998 e 2006 exerceu o cargo de provedor da mesa administrativa da Santa Casa da Misericórdia e de 2007 até ao seu falecimento foi presidente da assembleia geral daquela instituição, funções que igualmente exercia na Liga dos Amigos da Terceira Idade «Os Avós», uma instituição que ajudou a fundar. Durante alguns anos foi também membro do Rotary Clube de Sintra. Exerceu as funções de presidente do conselho distrital de Lisboa da União das Misericórdias Portuguesas.
Em 2010 recebeu título de 1.º mordomo das Festas de Nossa Senhora do Cabo Espichel, da freguesia Santa Maria e S. Miguel de Sintra. Dedicado a vários movimentos de Igreja Católica, a sua inserção em grupo de leigos começou pela sua participação em cursilhos de cristandade, tendo posteriormente feito parte das equipas promotoras de diversos cursilhos, exercendo em alguns deles as funções de reitor. Naquele movimento, assumiu a direcção do Secretariado
Nacional.
Dedicou-se igualmente ao trabalho da formação de equipas e promoção de cursos bíblicos. Esteve mais de 40 anos ao serviço da Igreja como ministro extraordinário da comunhão nas três paróquias de Sintra. Fundou em Sintra, com a esposa, a primeira Equipa de Nossa Senhora, integrada no movimento de espiritualidade conjugal, e exerceu uma intensa actividade nos centros de preparação para o matrimónio nas paróquias de Sintra e de Cascais, tendo sido presidente do Secretariado Diocesano de Lisboa. Integrou ainda o Movimento da Defesa da Vida, tendo promovido diversos cursos em Lisboa e Sintra. Exerceu também o cargo de interlocutor vicarial em representação da paróquia de Santa Maria e São Miguel de Sintra. Por provisão de 21 de Dezembro de 1981, do Cardeal Patriarca de Lisboa, D. António Ribeiro, foi nomeado para integrar a Comissão Pró-Construção da Igreja de São Miguel de Sintra.
Inscreveu-se como militante do Partido Social Democrata (PSD) em 20 de Fevereiro de 1975, cabendo-lhe o n.º 1496, e manteve uma forte ligação com Francisco Sá Carneiro. Em 1975 fundou a secção de Sintra do PSD, onde exerceu os cargos de presidente da comissão política entre 1977 e 1979 e de presidente da assembleia de militantes até se retirar da vida política activa. Foi também presidente do Conselho Jurisdicional da Área Metropolitana de Lisboa do PSD.
No âmbito da sua actividade política foi candidato a deputado à Assembleia Constituinte e em 1976 candidato à presidência da Câmara Municipal de Sintra, tendo exercido as funções de vereador entre 1977 e 1979.
Antes de 1974 foi conselheiro municipal como representante da Ordem dos Advogados Portugueses e exerceu depois daquele ano idêntico cargo.
Em 26 de Setembro de 2001 a Câmara Municipal de Sintra deliberou agraciá-lo com a medalha de Mérito Municipal (classe ouro), o que lhe conferiu o título de «Cidadão Honorário de Sintra», tendo em atenção os «relevantes serviços prestados ao Município» e a sua «permanente dedicação à coisa pública, nas suas múltiplas vertentes e a Sintra».
O Conselho Distrital de Lisboa da Ordem dos Advogados Portugueses deliberou, em 26 de Abril de 2007, conceder-lhe a «Medalha Comemorativa dos 35 anos de Inscrição», «pelo exercício da advocacia por mais de 35 anos». Por deliberação do Conselho Geral da Ordem dos Advogados Portugueses, de 30 de Novembro de 2010, foi-lhe concedido, a título póstumo, a «Medalha de Honra» «pelo seu elevado mérito e honorabilidade no exercício da advocacia, tendo dado assinalável contributo para a dignificação e prestígio da profissão e pelo seu empenhamento no exercício de funções ao serviço da Ordem, para cujo reforço e prestígio relevantemente contribuiu e ainda pelos relevantes serviços prestados na defesa da advocacia e do Estado de Direito».
O último reconhecimento foi feito pela Câmara Municipal de Sintra, que em 11 de Abril de 2011 aprovou, na sequência de uma recomendação da Assembleia Municipal, uma proposta do presidente da edilidade, Fernando Reboredo Seara, uma deliberação que deu nome de «Dr. Eduardo Lacerda Tavares» à rotunda fronteira ao edifício do Palácio da Justiça de Sintra. Na proposta é exaltado o «acendrado espírito de dedicação à profissão e à causa da justiça» e referido que Eduardo Lacerda Tavares era para muitos dos seus colegas «um exemplo de honestidade, excelência e dignidade no exercício da profissão».